# Арапхаджъ
Арапхаджъ (на турски: Araphacı), е село в Източна Тракия, Турция, вилает Родосто, околия Сюлейманпаша.

## География
Арапхаджъ е разположено на 35 километра югозападно от Родосто.

## История
Според статистиката на професор Любомир Милетич в 1912 година в Арапхаджи живеят 100 гръцки семейства.